# Apasa
Apasa era el nom hitita d'una ciutat que ha estat identificada amb Efes. Va ser la capital del regne d'Arzawa.
Apasa es menciona als anals del rei hitita Mursilis II quan organitzava una campanya contra el regne d'Arzawa. Durant el viatge va veure un presagi celestial, potser un llamp o un meteorit, que va caure sobre la ciutat d'Apasa, i va ferir al rei del país, Uhha-Ziti, que va caure malalt. Quan Mursilis va iniciar l'ataca contra la ciutat d'Apasa, el rei malalt Uhha-Ziti va fugir en una nau cap a una illa de la costa on va morir poc després.